# غرودنو
غرودنو (Гродна, Гродно) هي مركز إداري في مقاطعة هرودنا في روسيا البيضاء.
يبلغ عدد سكانها حوالي 361,352 نسمة.

## المناخ
يظهر الجدول التالي التغييرات المناخية على مدار السنة لغرودنو:
| البيانات المناخية لـغرودنو                                                                | البيانات المناخية لـغرودنو | البيانات المناخية لـغرودنو | البيانات المناخية لـغرودنو | البيانات المناخية لـغرودنو | البيانات المناخية لـغرودنو | البيانات المناخية لـغرودنو | البيانات المناخية لـغرودنو | البيانات المناخية لـغرودنو | البيانات المناخية لـغرودنو | البيانات المناخية لـغرودنو | البيانات المناخية لـغرودنو | البيانات المناخية لـغرودنو | البيانات المناخية لـغرودنو |
| الشهر                                                                                     | يناير                      | فبراير                     | مارس                       | أبريل                      | مايو                       | يونيو                      | يوليو                      | أغسطس                      | سبتمبر                     | أكتوبر                     | نوفمبر                     | ديسمبر                     | المعدل السنوي              |
| ----------------------------------------------------------------------------------------- | -------------------------- | -------------------------- | -------------------------- | -------------------------- | -------------------------- | -------------------------- | -------------------------- | -------------------------- | -------------------------- | -------------------------- | -------------------------- | -------------------------- | -------------------------- |
| الدرجة القصوى °م (°ف)                                                                     | 11.8 (53.2)                | 15.0 (59.0)                | 22.2 (72.0)                | 29.2 (84.6)                | 32.0 (89.6)                | 34.0 (93.2)                | 35.7 (96.3)                | 36.2 (97.2)                | 32.2 (90.0)                | 25.2 (77.4)                | 17.2 (63.0)                | 12.7 (54.9)                | 36.2 (97.2)                |
| متوسط درجة الحرارة الكبرى °م (°ف)                                                         | −1.1 (30.0)                | −0.2 (31.6)                | 4.9 (40.8)                 | 12.9 (55.2)                | 19.0 (66.2)                | 21.5 (70.7)                | 23.9 (75.0)                | 23.4 (74.1)                | 17.5 (63.5)                | 11.3 (52.3)                | 4.2 (39.6)                 | −0.1 (31.8)                | 11.4 (52.5)                |
| المتوسط اليومي °م (°ف)                                                                    | −3.5 (25.7)                | −3.2 (26.2)                | 0.8 (33.4)                 | 7.2 (45.0)                 | 13.1 (55.6)                | 15.8 (60.4)                | 18.2 (64.8)                | 17.4 (63.3)                | 12.4 (54.3)                | 7.1 (44.8)                 | 1.8 (35.2)                 | −2.2 (28.0)                | 7.1 (44.8)                 |
| متوسط درجة الحرارة الصغرى °م (°ف)                                                         | −5.8 (21.6)                | −5.7 (21.7)                | −2.5 (27.5)                | 2.5 (36.5)                 | 7.5 (45.5)                 | 10.6 (51.1)                | 12.7 (54.9)                | 12.0 (53.6)                | 8.1 (46.6)                 | 3.8 (38.8)                 | −0.4 (31.3)                | −4.4 (24.1)                | 3.2 (37.8)                 |
| أدنى درجة حرارة °م (°ف)                                                                   | −33.7 (−28.7)              | −36.1 (−33.0)              | −26.9 (−16.4)              | −9.3 (15.3)                | −6.0 (21.2)                | −0.7 (30.7)                | 3.0 (37.4)                 | −1.4 (29.5)                | −4.3 (24.3)                | −13.5 (7.7)                | −19.8 (−3.6)               | −31.6 (−24.9)              | −36.1 (−33.0)              |
| الهطول مم (إنش)                                                                           | 34 (1.3)                   | 29 (1.1)                   | 32 (1.3)                   | 33 (1.3)                   | 55 (2.2)                   | 66 (2.6)                   | 75 (3.0)                   | 57 (2.2)                   | 52 (2.0)                   | 36 (1.4)                   | 42 (1.7)                   | 41 (1.6)                   | 552 (21.7)                 |
| متوسط الأيام الممطرة                                                                      | 10                         | 7                          | 10                         | 12                         | 15                         | 15                         | 15                         | 13                         | 14                         | 14                         | 13                         | 11                         | 149                        |
| متوسط الأيام المثلجة                                                                      | 16                         | 17                         | 11                         | 3                          | 0.1                        | 0                          | 0                          | 0                          | 0.03                       | 1                          | 8                          | 15                         | 71                         |
| متوسط الرطوبة النسبية (%)                                                                 | 87                         | 85                         | 80                         | 72                         | 71                         | 74                         | 74                         | 74                         | 81                         | 85                         | 89                         | 89                         | 80                         |
| ساعات سطوع الشمس الشهرية                                                                  | 39                         | 59                         | 140                        | 177                        | 235                        | 261                        | 262                        | 240                        | 174                        | 94                         | 38                         | 29                         | 1٬748                      |
| نسبة وصول أشعة الشمس                                                                      | 16                         | 22                         | 38                         | 42                         | 48                         | 52                         | 51                         | 52                         | 46                         | 29                         | 15                         | 13                         | 39                         |
| المصدر #1: Pogoda.ru.net                                                                  |                            |                            |                            |                            |                            |                            |                            |                            |                            |                            |                            |                            |                            |
| المصدر #2: Belarus Department of Hydrometeorology (sun data from 1948–1949 and 1951–1984) |                            |                            |                            |                            |                            |                            |                            |                            |                            |                            |                            |                            |                            |

## توأمة
لغرودنو اتفاقيات توأمة مع كل من:
- فولوغدا (16 نوفمبر 2011 - )
- مندن
- ليموج
- فروتسواف
- Nyírbátor [الإنجليزية]‏
- دروسكينينكي
- خيمكي
- سووبسك
- شتشايولكوفو
- بياويستوك
- جيلينا
- كالينينغراد (1994 - )
- أوغوستوف
- دزيرجينسك (سبتمبر 2005 - )[11]

## أعلام
- القديس كازيمير
- ليون باكست
- أليكسي أنطونوف
- كازيمير الرابع
- ستيفن باتوري
- بول باران
- أولغا كوربوت
- ماير لانسكي